# Галуган, Алексей Иванович
Алексей Иванович Галуган (1912—1948) — капитан Советской Армии, участник Польского похода РККА и Великой Отечественной войны, Герой Советского Союза (1945).

## Биография

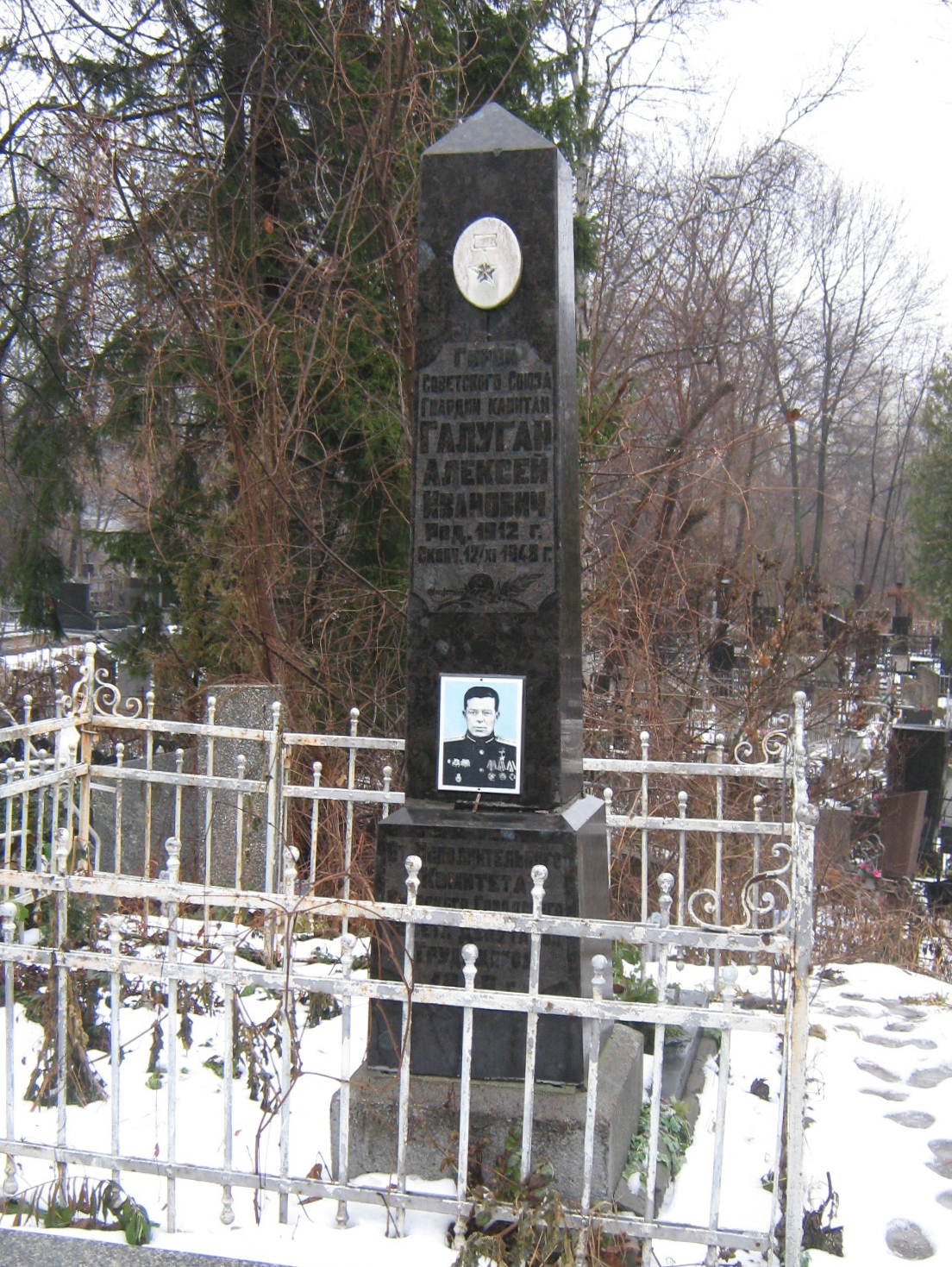
Могила Галугана на Байковом кладбище Киева.

Алексей Галуган родился 21 марта 1912 года в селе Баштино в семье крестьянина. Окончил пять классов средней школы, затем работал в колхозе, был председателем сельсовета. В 1935 году Галуган был призван на службу в Рабоче-крестьянскую Красную Армию. Участвовал в Польском походе РККА. С июня 1941 года — на фронтах Великой Отечественной войны. В 1943 году окончил курсы усовершенствования командного состава и был назначен командиром роты 337-го гвардейского стрелкового полка 121-й гвардейской стрелковой дивизии 13-й армии 1-го Украинского фронта. Отличился во время форсирования реки Одер.
26 января 1945 года рота Галугана переправилась на подручных средствах через Одер в районе польского посёлка Хобеня в 15 километрах к северу от города Сцинава. 29 января 1945 года рота первой ворвалась в посёлок Раутден (Рудна) в 13 километрах к западу от Хобени.
Указом Президиума Верховного Совета СССР от 10 апреля 1945 года за «мужество и героизм, проявленные при форсировании реки Одер и умелое командование ротой» гвардии старший лейтенант Алексей Галуган был удостоен высокого звания Героя Советского Союза с вручением ордена Ленина и медали «Золотая Звезда» за номером 8613.
В 1946 году в звании гвардии капитана Галуган был уволен в запас. Проживал в Киеве, скончался 1 ноября 1948 года, похоронен на Байковом кладбище.
Был также награждён орденами Александра Невского, Отечественной войны 2-й степени, Красной Звезды, а также рядом медалей. В Миргороде на аллее Героев установлен бюст Галугана, в этом городе названа в его честь улица.